# Claude Bergeret
Claude Bergeret  född 19 oktober 1954 var en fransk bordtennisspelare. Hon var världsmästare i mixed dubbel 1977 tillsammans med Jacques Secrétin.
Hon spelade sitt första VM 1969 och 1981, 13 år senare sitt sista. Under sin karriär tog hon 2 medaljer i bordtennis-VM 1 guld och 1 brons.
Bergeret blev fransk mästare i singel, dubbel och mixed vid ett flertal tillfällen under 1970-80-talet.

## Meriter
- VM i bordtennis
  - 1977 i Birmingham
    - kvartsfinal singel
    - kvartsfinal dubbel
    - 1:a plats mixed dubbel (med Jacques Secrétin)
    - 12:e plats med det franska laget

  - 1979 i Pyongyang
    - 3:e plats mixed dubbel (med Jacques Secrétin)[2]
    - 13:e plats med det franska laget

  - 1981 i Novi Sad 
    - kvartsfinal mixed dubbel
    - 14:e plats med det franska laget

- Bordtennis EM
  - 1974 i Novi Sad
    - 3:e plats mixed dubbel (med Jacques Secrétin)[2]

  - 1976 i Prag
    - 3:e plats dubbel (med Brigitte Thiriet)[2]
    - 3:e plats mixed dubbel (med Jacques Secrétin)[2]

  - 1978 i Duisburg
    - kvartsfinal mixed dubbel

  - 1980 i Bern
    - kvartsfinal mixed dubbel

  - 1982 i Budapest
    - kvartsfinal mixed dubbel

- Europa Top 12
  - 1976 i Lybeck: 9:e plats
  - 1977 i Sarajevo: 9:e plats
  - 1979 i Kristianstad: 9:a plats
  - 1980 i München: 12:e plats